# Im Netz der Spinne (2001)
Im Netz der Spinne (Originaltitel Along Came a Spider) ist die Verfilmung des Romans Morgen, Kinder, wird’s was geben von James Patterson. Es handelt sich nach … denn zum Küssen sind sie da um die zweite Verfilmung eines Bestsellers von James Patterson um den von Morgan Freeman verkörperten Kriminalpsychologen, prominenten Buchautor und Polizisten Alex Cross. Monica Potter und Michael Wincott sind in tragenden Rollen besetzt. Megan (Mika Boorem), die Tochter des Senators Hank Rose (Michael Moriarty) wird aus einer Privatschule entführt, obwohl sie unter dem Schutz des Secret Service stand. Wieder einmal ist die Hilfe von Alex Cross unerlässlich für die Aufklärung des Falles.

## Handlung
Megan ist die zwölfjährige Tochter des relativ unbekannten US-Senators Hank Rose. Sie besucht eine Eliteschule, in die auch der Sohn des russischen Präsidenten geht, mit dem sie befreundet ist. Eines Tages wird Megan während des Schulbesuchs von ihrem Lehrer Gary Soneji entführt. Soneji, der eine Latexmaske trägt und eigentlich gar kein Lehrer ist, entfernt diese und versteckt Megan auf einem High-Tech-Hausboot. Jezzie Flannigan, eine Agentin des Secret Service, die zum Schutz von Megan engagiert wurde und für die Sicherheit während des Unterrichts zuständig ist, konnte mit ihrem Team die Entführung nicht verhindern.
Der Polizist Alex Cross, der sich wegen einer missglückten Lockvogel-Aktion vor einigen Monaten eigentlich aus dem aktiven Dienst zurückgezogen hat und immer noch darunter leidet, dass seine Kollegin bei einem Einsatz zu Tode kam, wird gegen seinen Willen in diesen Fall hineingezogen. Gary Soneji nimmt mit Cross telefonisch Kontakt auf. Ihm geht es, wie sich im Laufe der weiteren Ermittlungen herausstellt, nicht um Lösegeld, sondern um die Aufmerksamkeit der Medien und vor allem um die von Alex Cross, der als einer der besten Profiler gilt. Soneji ist davon besessen, ein Jahrhundertverbrechen zu begehen und so berühmt zu werden wie Bruno Richard Hauptmann, der mutmaßliche Entführer des Lindbergh-Babys. Cross beschließt zur Lösung des Falles mit Flannigan zusammenzuarbeiten, da er schnell erkannt hat, dass Soneji, ähnlich wie eine Spinne in ihrem Netz, die Fäden zieht. Gemeinsam können sie Soneji daran hindern, seinen eigentlichen Plan durchzuführen, mit Hilfe von Megan den Sohn des russischen Präsidenten zu entführen. Doch Flannigan spielt falsch – Soneji ist nur ein Werkzeug für ihre Pläne. Ihr Komplize gibt sich als Soneji aus, fordert und bekommt Diamanten im Wert von 10 Millionen US-Dollar als Lösegeld für Megan.
Als Cross mit Flannigan in deren Wohnung ist, taucht plötzlich der bewaffnete Soneji auf und führt ein kurzes Gespräch mit beiden. Dann eskaliert die Situation und Cross muss Soneji erschießen, als dieser ihn und Flannigan angreift. Damit scheint zunächst die einzige Möglichkeit zerstört, zu erfahren, wo Megan ist. Das Mädchen bleibt weiterhin verschwunden. Aber Cross hatte absichtlich unrichtig von 12 Millionen Lösegeld gesprochen, und Soneji dem nicht widersprochen. Für Cross ist das ein weiteres Zeichen, dass nicht Soneji die Lösegeldforderung gestellt hat. Er kommt dadurch Flannigan und ihrem Partner auf die Spur, die Megan nun in ihrer Gewalt haben. Cross kann den Aufenthaltsort der Entführer ermitteln. Dort hat Flannigan inzwischen ihren Komplizen erschossen, den sie als Alleinschuldigen dastehen lassen möchte. Als sie auch Megan töten will, kann Cross dies verhindern, indem er Flannigan erschießt. Cross bringt Megan zu ihren Eltern zurück.

## Produktion

### Produktionsnotizen, Erfolg
Gedreht wurde von Ende Februar bis Mai 2000 in Baltimore, Vancouver und Washington. Der Schluss des Films wurde neu gedreht, da die erste Version beim Testpublikum nicht gut ankam. In der dritten Patterson-Verfilmung aus dem Jahr 2012 übernahm nicht mehr Morgan Freeman, sondern Tyler Perry die Rolle des Ermittlers Alex Cross. Die Szene der Lösegeldübergabe in der U-Bahn wurde dem Roman Roses Are Red entnommen.
Die Produktion des Films kostete ca. 28 Millionen US-Dollar und spielte weltweit etwa 105 Millionen US-Dollar ein. Am Startwochenende spielte der Film in den Vereinigten Staaten mit 17,1 Millionen US-Dollar etwa vier Millionen Dollar mehr ein, als Denn zum Küssen sind sie da.

### Buch
Die Geschichte lehnt sich eher locker an das Buch an. Eine wesentliche Änderung ist beispielsweise, dass die Figur Gary Soneij in vier der Bücher von James Patterson vorkommt und dieser unter ganz anderen Umständen zu Tode kommt, als in diesem Film. Auch werden im Buch zwei Kinder entführt, von denen eines stirbt. Das führt dazu, dass Jezzie Flannigan durch eine tödliche Injektion hingerichtet wird. Auch entfallen im Film die erotischen Szenen, die das Buch zwischen Cross und Flannigan gesponnen hat. Im Film erstreckt sich die Handlung über einige Tage, im Buch sind es über zwei Jahre.
Wir erfahren im Film auch nicht, dass Cross’ Frau Maria drei Jahre zuvor bei einem Drive-by-Shooting gestorben ist. Auch wird Cross nie mit seinen beiden Kindern, dem sechsjährigen Damon und der vierjährigen Janelle gezeigt. Auch die im Buch „Nana Mama“ genannte schlaue Oma der Kinder, die sein Haus in Ordnung hält und ihn liebt und stützt, wird unterschlagen. Im Buch ist sein Partner zudem der 1,80 Meter große John Sampson.
In Cinema heißt es, dass noch „vier Dr.-Cross-Krimis auf ihre Verfilmung“ warten würden. Hauptdarsteller Freeman wolle weitere Einsätze von der Qualität der Drehbücher abhängig machen.

### Veröffentlichung
Der Film hatte am 2. April 2001 Premiere in Hollywood. Im selben Monat wurde er auch in den amerikanischen Kinos veröffentlicht sowie in Kanada, Mexiko, Argentinien, Finnland, im Vereinigten Königreich, in Irland, in Belgien, Frankreich, Dänemark, in den Niederlanden, in Hongkong, in Israel, Spanien, Island, Norwegen, Portugal, Bulgarien, Brasilien, Rumänien, im ehemaligen Jugoslawien, in der Tschechischen Republik, in Kunwait, auf den Philippinen, in Ungarn, in Russland, Kasachstan, Polen, Schweden, in der Türkei, in Australien, Kolumbien, Südkorea, Griechenland, Peru, Ägypten, Singapur, Venezuela, Malaysia, Italien und im Mai 2002 in Japan. In Indien wurde der Film im August 2018 übers Internet veröffentlicht. Veröffentlicht wurde er zudem in Estland, Litauen, Serbien, Slowenien und in der Ukraine.
In Deutschland kam der Film am 12. Juli 2001 in die Kinos ebenso in Österreich. In der Schweiz wurde er am 2. August 2001 erstmals in der Deutsch sprechenden Region veröffentlicht.
Paramount Pictures (Universal Pictures) veröffentlichte den Film am 1. Januar 2005 mit einer deutschen Tonspur auf DVD und Blu-ray.

## Rezeption

### Kritik
Das Lexikon des internationalen Films lobte: „Trickreich konstruierter Thriller, konsequent auf die Unterhaltungsfunktion eines Genrefilms reduziert und als solcher hervorragend inszeniert.“
Der Kritiker Roger Ebert meinte, einige logische Lücken könne er verzeihen. Wenn eine Handlung aber mit ihnen durchsetzt sei, werde sie unglaubwürdig und das lenke vom Geschehen ab. Zwar sei niemand besser als Morgan Freeman darin, ruhig und ernst zu sein und auch banale Dinge zu sagen. Auch sei der Film ähnlich wie … denn zum Küssen sind sie da voller Atmosphäre und erinnere an die dunstige, feuchte Düsternis einer kühlen Jahreszeit, was aber die Logiklöcher nicht entschuldigen könne. Für Morgan Freeman als Filmschauspieler sei kein Lob zu hoch gegriffen. Vielleicht sollten Schauspieler aber Oscars nicht für die guten Filme bekommen, in denen sie triumphierten, sondern für die schwachen Filme, die sie überleben. Ebert lobte Regisseur Tamahori und Kameramann Matthew F. Leonetti, die mit der Wahl des Ortes für ihre Aufnahmen überzeugen würden, auch sei Michael Wincott ein zufriedenstellender Bösewicht.
Susan Wloszczyna bewertete den Film für USA Today und stellte überrascht fest, dass dieser Mystery-Thriller wohl einer der höflichsten Filme auf der Leinwand seit Agatha Christies Blütezeit sein müsse. Zu Morgan Freeman passe zudem die vornehme Art, in der der Film gedreht sei. Süffisant merkte Wloszczyna an, dass die einzige Gefahr eines rasenden Pulses nicht für die Zuschauer, sondern für Freeman bestehe, der auf eine sinnlose Jagd zu verschiedenen Touristenattraktionen geschickt werde. Regisseur Tamahori und Autor Moss versuchten zwar ein Netz der Verwirrung zu spinnen, jedoch habe dieses zu viele Löcher und verlasse sich lieber auf einige schlecht gewebte Zufälle. Freeman in seiner noblen Autorität lasse die Geschichte faszinierender erscheinen, als sie tatsächlich sei. Ähnlich wie ein Spontankauf, sei dieser Film ein Zeitkiller, der weder das Gehirn strapaziere, noch das Gedächtnis besonders fordere. Er werde verschlungen und schnell vergessen.
Andrea Niederfriniger von Filmreporter.de meinte, zwar sei der Film an den Kinokassen erfolgreich gewesen und habe die Produktionskosten von 28 Millionen Dollar fünffach wieder eingespielt, sei bei den Kritikern jedoch auf wenig Begeisterung gestoßen. Selbst Freeman habe seine Figur eher hölzern verkörpert, sei das vernichtende Urteil gewesen. Einzig Michael Wincott als Bösewicht Soneji habe mit seiner schauspielerischen Leistung überzeugen können.
Der Filmkritiker Dennis Schwartz stimmte ebenfalls in den Chor derer ein, die meinten, es gebe zu viel Logiklücken in der Handlung, wodurch der eher hohle Thriller nicht überzeugen könne. Am erfolgreichsten sei der Film darin, seine Wendungen im Handlungsverlauf zu verschleiern und sein überraschendes Ende nicht vorzeitig preiszugeben. Allerdings verliere er mittendrin den Überblick über die Geschichte, zudem seien alle Charaktere – mit Ausnahme von Morgan Freeman's Charakter – sehr oberflächlich. Allein könne Freeman den Film jedoch nicht stemmen, obwohl er es fast schaffe. Er sei ein so guter Schauspieler, dass er normalerweise besser sei als das ihm zur Verfügung stehende Drehbuch, wie es auch hier der Fall sei. Der Spaß am Film könne darin bestehen, alle Logiklöcher in der Geschichte zu zählen. Sobald man einmal damit begonnen habe, werde man erkennen, wie aberwitzig die Filmhandlung sei. Er selbst habe bei dreißig Logikfehlern aufgehört zu zählen.
Peter Travers gestand auf der Seite Rolling Stone, er sei ein „Alex Cross-Junkie“. Als Hollywood sich die Bücher geschnappt habe, hätte dies eigentlich eine gute Nachricht sein können. Schon die Verfilmung von Kiss the Girls habe seine Erwartungen nicht erfüllen können. Obwohl der damals sechzigjährige Morgan Freeman, der den im Buch 38-jährigen Cross spielt, cool und ein großartiger Weltklasse-Schauspieler
und in der Lage sei, Altersgrenzen zu überwinden, sei der Film unter der groben Regie von Gary Fleder weder Freeman noch Patterson gewachsen gewesen. Und nun, in einer weiteren Verfilmung habe Hollywood es wiederum richtig vermasselt. Obwohl Along Came a Spider, das erste Buch der Reihe, genau richtig gewesen sei, um die Details auszufüllen, die der erste Film habe vermissen lassen, habe er vergebens darauf gewartet. Dass Alex Cross im Film seiner Sexualität, seiner Familie, seiner Freunde und aller Spuren eines sozialen Kontaktes beraubt werde und nur ein intelligenter schwarzer Polizist im Dienst einer weißen Machtelite bleibe, sei dem Hollywood-Rassismus zu verdanken.
Sonia Cerca meinte, der Film biete zwar nichts wirklich Neues, die Handlung sei aber interessant und hätte durchaus das Potenzial gehabt, ziemlich gut zu werden, wenn die Filmemacher nicht ständig versucht hätten Sieben oder Die üblichen Verdächtigen zu wiederholen. Cerca bemängelte die nicht vorhandene Entwicklung der Charaktere und befand, die Regie durch Lee Tamahori sei schrecklich, gelungen seien hingegen die Actionszenen. Auch sei Morgan Freeman die falsche Besetzung, auch wenn er ein wirklich guter Schauspieler sei. Wahrscheinlich sei er aufgrund seiner Rolle in Sieben ausgewählt worden, mache aber angesichts des schlechten Materials einen wirklich guten Job. Monica Potters schauspielerische Fähigkeiten ließen zu wünschen übrig, aber zumindest Michael Wincott spiele anständig.
Auch der Austin Chronicle stellte auf die Leinwandpräsenz von Morgan Freeman ab und war der Meinung, dass der Film, abgesehen von seinen mittelmäßigen Effekten, gut aussehe und Tamahori in mehreren Sequenzen echte Spannung erzeuge. Zwar habe der Film seine Tugenden, wobei Potter in ihrer Rolle überfordert zu sein scheine. Der größte Nachteil des Films sei jedoch die Filmmusik von Jerry Goldsmith, der mit seiner unruhigen Partitur mit grollenden, ominösen Filmthriller-Klaviernoten einen orchestralen Overkill veranstalte.
Carsten Baumgardt von Filmstarts gab dem Film 3½ von 5 möglichen Sternen, was der Wertung „gut“ entspricht und stellte fest, es tue dem Film gut, dass diesmal „der Neuseeländer Lee Tamahori die Fäden“ ziehe, da „das Prequel nach dem Roman von James Patterson deutlich besser als die 98er Variante von Gary Fleder“ sei. Das „Tempo“ sei „flott“, die „kriminalistische Puzzlearbeit interessant zu verfolgen“. Allein die „souveränge Galavorstellung des charismatischen Morgan Freeman als scharfsinniger Profiler“ sei „das Eintrittsgeld wert“. Baugardts Fazit: „Alles in allem ist ‚Im Netz der Spinne‘ ein überdurchschnittlicher Thriller, der qualitativ sogar besser als der Vorgänger ‚Denn zum Küssen sind sie da‘ (mit Ashley Judd) ist. Und das Ende der Figur Alex Cross ist noch nicht abzusehen. Schließlich warten noch vier weitere Krimis von James Patterson auf ihre Verfilmung…“
Die Redaktion von Cinema stellte fest: „Egal, wie irre der Verbrecher ist: Morgan Freeman bleibt der gute Mensch von Hollywood.“ Weiter heißt es: „‚Im Netz der Spinne‘ wartet zwar durchaus mit überraschenden Wendungen auf. Aber wer darüber nachdenkt, verdirbt es sich: Im filigranen Gewebe der Logik klaffen faustgroße Löcher. Über jeden Zweifel erhaben ist Morgan Freeman. Bis heute hat der Überragende keinen Oscar – vielleicht deshalb, weil er keinen braucht: Freeman ist von Natur aus Würdenträger.“
Die Redaktionskritik von Kino.de bescheinigte dem Film, „ein grundsolider Entführungsthriller“ zu sein, „in dem Morgan Freeman als Polizeipsychologe ein spannendes Katz- und Mausspiel mit einem psychopathischen Killer“ ausfechte. Regisseur Tamahori sei „ein souveräner Thriller gelungen, der sich vor allem durch sein straffes Tempo“ auszeichne. „Bis zur verblüffenden Schlusspointe“ entspinne „sich ein äußerst ordentliches Suspensenetz“. Eines „der Highlights“ sei „eine aufregend (wenn auch nicht logisch wasserdicht) orchestrierte Lösegeldübergabe, für die Cross durch ganz Washington sprinten muss“. Freeman liefere „einmal mehr eine hervorragende Performance“. „Mühelos“ versehe er „seine Figur trotz spärlicher Plothilfe durch seine schiere Gegenwart mit Herz und Seele“. Potter wirke „dagegen ein wenig hilflos, da sie nicht über das Charisma der 'Denn zum Küssen sind sie da‘-Heldin Ashley Judd“ verfüge, „um gegen Freeman zu bestehen“. Die „Produktionswerte“ seien „guter Durchschnitt, ebenso wie der geschickt unauffällig nervenaufreibende Soundtrack: Alles im Dienst eines Thrillers, der nicht mehr“ wolle „als unterhalten und dieses Versprechen auch einlös[e]“.

### Auszeichnungen
- Komponist Jerry Goldsmith wurde mit einem Broadcast Music Incorporated Film Music Award ausgezeichnet.
- Hauptdarsteller Morgan Freeman wurde in der Kategorie Outstanding Actor in a Motion Picture für den NAACP Image Award nominiert.
- Die Deutsche Film- und Medienbewertung FBW in Wiesbaden verlieh dem Film das Prädikat „besonders wertvoll“.

## Textausgabe
- Patterson: Im Netz der Spinne. Übers. Dietlind Kaiser, Ullstein, Berlin 2001, ISBN 3548252524.